# 복사열 난방 시스템

복사열 난방 시스템은 열의 복사 원리를 응용해 겨울철 차가워진 탑승자의 신체 온도를 빠르게 높이는 기술이다.

## 상세
복사열 난방 시스템은 85~110℃의 고온을 내는 필름형 발열체를 적용했으며, 면 발열 구조를 사용해 균일한 면적으로 온도를 높일 수 있다. 혹시 모를 화상의 위험을 방지하기 위해 하드웨어 및 소프트웨어에 화상 방지 시스템이 적용됐다. 하드웨어에서는 발열체의 두께를 얇게 만들어 열용량을 낮추고, 열전도율과 열용량은 낮지만 열 방사율이 높은 직물 소재를 스킨 부위에 활용했다.소프트웨어는 발열체에 정전식 터치 센서를 탑재해 신체가 직접 닿으면 전원을 즉시 차단하는 제어 로직을 적용했으며, 부품이 파손되거나 전원 연결 및 소프트웨어 오류가 발생했을 때 즉시 발열 기능을 해제하는 안전 시스템도 반영됐다. 복사열 난방 시스템을 기존의 공조 난방과 함께 보조 난방으로도 활용이 가능하다.

## 같이 보기
현대자동차그룹
현대자동차
기아
제네시스